# Whitbread Round the World Race de 1989-90
A Whitbread Round the World Race de 1989-90 foi a 5° edição da regata de volta ao mundo da Volvo Ocean Race, patrocinada pela empresa britânica Whitbread Group PLC. Iniciada em Southampton, Inglaterra, e com término em 1990, no Porto de Southampton. A regata demorou 128 dias, com a vitória da embarcação neo-zelandesa Steinlager 2, capitaneada por Peter Blake de ponta-a-ponta.

## Modelo
O modelo de embarcação nesta edição foi o Swan 65.

## Calendário
| Regata | Começo                  | Final                   | Vencedor da Regata | Capitão          |
| ------ | ----------------------- | ----------------------- | ------------------ | ---------------- |
| 1      | Southampton, Inglaterra | Punta del Este, Uruguai | Steinlager 2       | Peter Blake(NZ)  |
| 2      | Punta del Este, Uruguai | Fremantle, Austrália    | Steinlager 2       | Peter Blake (NZ) |
| 3      | Fremantle, Austrália    | Auckland, Nova Zelândia | Steinlager 2       | Peter Blake (NZ) |
| 4      | Auckland, Nova Zelândia | Punta del Este, Uruguai | Steinlager 2       | Peter Blake (NZ) |
| 5      | Punta del Este, Uruguai | Fort Lauderdale, EUA    | Steinlager 2       | Peter Blake (NZ) |
| 6      | Fort Lauderdale, EUA    | Southampton, Inglaterra | Steinlager 2       | Peter Blake (NZ) |

## Resultados
| Posição | Barco                     | Capitão                                                                              | País            | Tempo     |
| ------- | ------------------------- | ------------------------------------------------------------------------------------ | --------------- | --------- |
| 1       | Steinlager 2              | Peter Blake                                                                          | Nova Zelândia   | 128d 9h   |
| 2       | Fisher & Paykel NZ        | Grant Dalton                                                                         | Nova Zelândia   | 129d 21h  |
| 3       | Merit                     | Pierre Fehlmann                                                                      | Suíça           | 115d 0h   |
| 4       | Rothmans                  | Lawrie Smith                                                                         | Reino Unido     | 131d 4h   |
| 5       | The Card                  | Roger Nilson & Ann Lippens                                                           | Suécia          | 135d 7h   |
| 6       | Charles Jourdan           | Alain Gabbay                                                                         | França          | 136d 15h  |
| 7       | Fortuna Extra Lights      | Javier de la Gaudera, Jan Santana & José Luis Doreste                                | Espanha         | 137d 8h   |
| 8       | Gatorade                  | Giorgio Falck & Hervé Jan Preire Sicouin                                             | Itália          | 138d 14h  |
| 9       | Union Bank of Finland     | Ludde Ingvall                                                                        | Finlândia       | 138d 16h  |
| 10      | Belmont Finland II        | Harry Harkimo                                                                        | Finlândia       | 139d 4h   |
| 11      | Fazisi                    | Alexi Grischenko, Skip Novak & Valeri Alekseyev                                      | União Soviética | 139d      |
| 12      | NCB Ireland               | Joe English                                                                          | Irlanda         | 139d 19h  |
| 13      | British Satquote Defender | Frank Esson & Colin Watkins                                                          | Reino Unido     | 143d 12h  |
| 14      | Equity & Law II           | Dirk Nauta                                                                           | Países Baixos   | 148d 23h  |
| 15      | Liverpool Enterprise      | Bob Salmon                                                                           | Reino Unido     | 151d 4h   |
| 16      | Creighton's Naturally     | John Chittendon                                                                      | Reino Unido     | 162d 6h   |
| 17      | Esprit de Liberté         | Patrick Tabarly                                                                      | França          | 164d 21h  |
| 18      | Maiden                    | Tracy Edwards                                                                        | Reino Unido     | 167d 3h   |
| 19      | Schlussel von Bremen      | Rolf Renken, Ham Müeller-Röhlok, Jochen Orgelmann, Wilhelm-Otto Beck & Peter Weidner | Alemanha        | 167d 19h  |
| 20      | With Integrity            | Andy Coghill                                                                         | Reino Unido     | 170d 16h  |
| 21      | La Poste                  | Daniel Mallé                                                                         | França          | 181d 22h  |
| 22      | Rucanor Sport             | Bruno Dubois                                                                         | Bélgica         | sem tempo |
| 22      | Martela OF                | Markku Wilkeri                                                                       | Finlândia       | sem tempo |